# Ribota
Ribota – gmina w Hiszpanii, w prowincji Segowia, w Kastylii i León, o powierzchni 21,63 km². W 2011 roku gmina liczyła 43 mieszkańców.